# Klara Milch
Klara Milch (n. 24 mai 1891, İzmir, vilayetul Aidin⁠(d), Imperiul Otoman – d. 13 iulie 1970, Multan⁠(d), Pakistan) a fost o înotătoare ce a reprezentat Austria, medaliată olimpică. A participat la o ediție a Jocurilor Olimpice (1912) în care a câștigat o medalie de bronz.

## Participări
Lista de mai jos prezintă principalele competiții la care a participat Klara Milch de-a lungul carierei.
- swimming at the 1912 Summer Olympics – women's 4 × 100 metre freestyle relay[*]